# Дуц-Хутор
Дуц-Хутор (рос. Дуц-Хутор) — село у Веденському районі Чечні Російської Федерації.
Населення становить 388 осіб. Входить до складу муніципального утворення Сельментаузенське сільське поселення.

## Історія
Згідно із законом від 20 лютого 2009 року органом місцевого самоврядування є Сельментаузенське сільське поселення.

## Населення
| 1990 | 2002 | 2010 |
| ---- | ---- | ---- |
| 343  | ↘0   | ↗388 |